# فهرست کشورها بر پایه جمعیت بی‌خانمان
یک نظرسنجی جهانی در سال ۲۰۰۵ نشان داد که حدود ۱۰۰ میلیون نفر بی‌خانمان در سراسر جهان هستند. سازمان غیرانتفاعی اسکان برای بشریت (به انگلیسی: Habitat for Humanity International) در سال ۲۰۱۵ تخمین زد که ۱٫۶ میلیارد نفر در سراسر جهان در «پناهگاه نامساعد» زندگی می‌کنند.
در زیر فهرستی از کشورها (نه همه ۱۹۵ کشور) بر پایه تعداد بی‌خانمان‌ها در شب آمده‌است.

## فهرست
| کشور                | جمعیت بی‌خانمان (در شب) | سال جمع‌آوری داده | درصد بی‌خانمان‌ها |
| ------------------- | ---------------------- | ---------------- | --------------- |
| استرالیا            | ۱۰۵٬۲۳۷                | ۲۰۱۱             | ۰٫۴۳٪           |
| اتریش               | ۱۹٬۳۴۹                 | ۲۰۱۷             | ۰٫۲۱٪           |
| بوسنی و هرزگوین     | ۱۴۳٬۰۰۰                | ۲۰۱۰             | ۳٫۷۳٪           |
| کانادا              | ۲۰۰٬۰۰۰                | ۲۰۱۳             | ۰٫۵٪            |
| شیلی                | ۱۲٬۰۰۰                 | ۲۰۱۴             | ۰٫۰۷٪           |
| چین                 | ۲٬۵۷۹٬۰۰۰              | ۲۰۱۱             | ۰٫۱۸٪           |
| کرواسی              | ۴۶۲                    | ۲۰۱۳             | ۰٫۰۱٪           |
| جمهوری چک           | ۶۵٬۸۰۰                 | ۲۰۱۵             | ۰٫۶۵٪           |
| دانمارک             | ۶٬۱۳۸                  | ۲۰۱۵             | ۰٫۱۱٪           |
| مصر                 |                        | ۲۰۱۳             | ۱۸٫۲۸٪          |
| استونی              | ۸۶۴                    | ۲۰۱۱             | ۰٫۰۶٪           |
| فنلاند              | ۷۲۰۰                   | ۲۰۱۵             | ۰٫۱۳٪           |
| فرانسه              | ۱۴۱٬۵۰۰                | ۲۰۱۲             | ۰٫۲۱٪           |
| آلمان               | ۸۶۰٬۰۰۰                | ۲۰۱۶             | ۱٫۰۴٪           |
| یونان               | ۲۰٬۰۰۰                 | ۲۰۱۳             | ۰٫۱۸٪           |
| گرنادا              | ۶۰٬۰۰۰                 | ۲۰۰۴             | ۵۶٫۴۴٪          |
| گواتمالا            | ۴۷۵٬۰۰۰                | ۲۰۱۲             | ۳٫۱۵٪           |
| گینه                |                        | ۲۰۱۲             | ۶۸٫۵٪           |
| هائیتی              | ۲٬۳۰۰٬۰۰۰              | ۲۰۱۰             | ۲۳٫۲۴٪          |
| هندوراس             | ۱٬۰۰۰٬۰۰۰              | ۲۰۱۳             | ۱۲٫۳۵٪          |
| هنگ کنگ             | ۱٬۴۰۳                  | ۲۰۱۴             | ۰٫۰۲٪           |
| مجارستان            | ۱۰٬۰۶۸                 | ۲۰۱۴             | ۰٫۱۰٪           |
| هند                 | ۱٬۷۷۰٬۰۰۰              | ۲۰۱۱             | ۰٫۱۵٪           |
| اندونزی             | ۳٬۰۰۰٬۰۰۰              | ۲۰۰۴             | ۱٫۳۶٪           |
| جمهوری ایرلند       | ۸٬۲۷۰                  | ۲۰۱۷             | ۰٫۱۷٪           |
| اسرائیل             | ۱٬۸۳۱                  | ۲۰۱۴             | ۰٫۰۲٪           |
| ایتالیا             | ۴۸٬۰۰۰                 | ۲۰۱۴             | ۰٫۰۸٪           |
| ساحل عاج            |                        | ۲۰۱۴             | ۶۸٪             |
| ژاپن                | ۶٬۲۳۵                  | ۲۰۱۵             | ۰٫۰۰۵٪          |
| لتونی               | ۲٬۳۴۲                  | ۲۰۱۱             | ۰٫۱۱٪           |
| لیتوانی             | ۵٬۰۰۰                  | ۲۰۱۴             | ۰٫۱۶٪           |
| لوکزامبورگ          | ۱٬۵۳۳                  | ۲۰۱۳             | ۰٫۲۸٪           |
| مکزیک               | ۴۰٬۹۱۱                 | ۲۰۱۰             | ۰٫۰۴٪           |
| هلند                | ۳۱٬۰۰۰                 | ۲۰۱۵             | ۰٫۱۹٪           |
| نیوزیلند            | ۴۱٬۲۰۷                 | ۲۰۱۵             | ۰٫۹۴٪           |
| نیجریه              | ۲۴٬۴۰۰٬۰۰۰             | ۲۰۰۷             | ۱۶٫۵۸٪          |
| نروژ                | ۶٬۲۵۹                  | ۲۰۱۲             | ۰٫۱۴٪           |
| پرو                 |                        | ۲۰۱۱             | ۵٫۶٪            |
| لهستان              | ۳۳٬۴۰۰                 | ۲۰۱۷             | ۰٫۰۸٪           |
| پرتغال              | ۳٬۰۰۰                  | ۲۰۱۲             | ۰٫۰۳٪           |
| رومانی              | ۱۵٬۰۰۰                 | ۲۰۰۴             | ۰٫۰۷٪           |
| روسیه               | ۵٬۰۰۰٬۰۰۰              | ۲۰۱۴             | ۳٫۴٪            |
| اسلوونی             | ۲٬۷۰۰                  | ۲۰۱۵             | ۰٫۱۳٪           |
| آفریقای جنوبی       | ۷٬۰۰۰٬۰۰۰              | ۲۰۰۷             | ۱۴٫۳۱٪          |
| کره جنوبی           | ۱۱٬۳۴۰                 | ۲۰۱۶             | ۰٫۰۲۲٪          |
| اسپانیا             | ۴۰٬۰۰۰                 | ۲۰۱۲             | ۰٫۰۹٪           |
| سوئد                | ۳۴٬۰۰۰                 | ۲۰۱۱             | ۰٫۳۶٪           |
| سوئیس               | ۱٬۵۰۰                  | ۲۰۱۳             | ۰٫۰۲٪           |
| توگو                | ۱۰۰٬۰۰۰                | ۱۹۹۹             | ۲٫۱۱٪           |
| اوگاندا             | ۵۰۰٬۰۰۰                | ۲۰۱۴             | ۱٫۴۳٪           |
| اوکراین             | ۱٬۰۰۰٬۰۰۰              | ۲۰۱۵             | ۲٫۳۵٪           |
| بریتانیا            | ۳۰۷٬۰۰۰                | ۲۰۱۶             | ۰٫۴۶٪           |
| ایالات متحده آمریکا | ۵۵۴٬۰۰۰                | ۲۰۱۷             | ۰٫۱۷٪           |
| ونزوئلا             | ۲٬۰۰۰٬۰۰۰              | ۲۰۱۲             | ۶٫۶۸٪           |
| ولز                 | ۱۵٬۰۰۰                 | ۲۰۱۱             | ۰٫۰۵٪           |
| زیمبابوه            | ۱٬۲۰۰٬۰۰۰              | ۲۰۱۳             | ۸٫۴۸٪           |